# Дом-музей Рембрандта
Дом-музей Рембрандта (нидерл. Museum Het Rembrandthuis) — художественный музей на улице Йоденбреестраат (Jodenbreestraat) в Еврейском квартале Амстердама. Музей открылся в 1911 году в доме, который Рембрандт приобрёл на пике славы в 1639 году и в котором проживал до своего банкротства в 1656 году.

## Коллекция
В музее восстановлена историческая обстановка времени Рембрандта: кухня, жилые комнаты и мастерская художника. Источником для экспозиции музея стала опись, составленная нотариусом при продаже всего имущества художника с аукциона. В интерьере дома-музея представлены, в основном, картины современников Рембрандта, его учеников, его учителя Питера Ластмана и предшественников, так называемых прерембрандтистов: Яна Симонса Пейнаса, Николаса Муйарта, Леонарда Брамера, Яна Тенгнагеля. Подлинных картин Рембрандта в экспозиции четыре.
По предложению одного из почитателей творчества Рембрандта, художника Яна Вета в 1911 году было решено собрать коллекцию гравюр Рембрандта, которые, впоследствии, были размещены в доме-музее. Начало коллекции положил сам Вет, временно заняв гравюры приемлемого качества из собрания Лебрет-Вета. В 1914 году Ян Вет дополнил коллекцию ещё 19 гравюрами, включая известные картины вроде «Смерть, явившаяся супружеской чете» и «Большая охота на льва».
Ныне экспозиция музея представляет собой наиболее полное собрание офортов Рембрандта. Здесь находятся 260 из 290 офортов художника. Кроме того, в музее можно ознакомиться с техникой изготовления офорта.
Помимо основной экспозиции в музее проходят временные выставки.
- Питер Ластман «Триумф Мордехая»
- Рембрандт «Три дерева»